# Cancún Tennis Open
Il Cancún Tennis Open è un torneo femminile di tennis che si tiene a Cancún in Messico dal 2025. Fa parte della categoria WTA 125 e si gioca sul cemento del Cancún Country Club Residencial & Golf durante il mese di febbraio.

## Albo d'oro

### Singolare
| Anno | Categoria | Campionesse     | Finaliste        | Punteggio |
| ---- | --------- | --------------- | ---------------- | --------- |
| 2025 | WTA 125   | Emiliana Arango | Carson Branstine | 6-2, 6-1  |

### Doppio
| Anno | Categoria | Campionesse               | Finaliste                             | Punteggio |
| ---- | --------- | ------------------------- | ------------------------------------- | --------- |
| 2025 | WTA 125   | Maya Joint Taylah Preston | Aliona Bolsova Yvonne Cavallé Reimers | 6-4, 6-3  |